# 247
Cette page concerne l'année 247  du calendrier julien. Pour l'année 247 av. J.-C., voir 247 av. J.-C. Pour le nombre 247, voir 247 (nombre).
L'année 247 est une année commune qui commence un vendredi.

## Événements
- La reine Himiko de Yamatai, au Japon, entre en conflit avec le roi Himikoko de Kona. Elle demande de l'aide à la Chine, et le nouveau gouverneur de la commanderie Han de Daifang en Corée envoie une mission pour apaiser le conflit[1].
- Philippe l'Arabe est victorieux des Carpes dans la zone de Castellum Carporum, leur principale forteresse, au nord de la Dacie[2]. L'empereur rentre à Rome au cours de l'été et se proclame avec son fils Philippe Germanici Maximi et Carpici Maximi ; le dernier reçoit le titre d'Auguste entre le 11 juillet et le 30 août et est associé à l’empire[3].

## Décès en 247
- Abba bar Ayvo, dit Rav, dirigeant spirituel du judaïsme babylonien.